# Саниги
Саниги — древние племена, коренное население древней Санигии.
Некоторые ученые название «Саниги» соотносят с этнонимом «гениохи», который неоднократно упомянут античными авторами.
Первым в истории санигов упомянул Мемнон Гераклейский (I в. до н. э.) — он писал, что Клеохар, ставленник Митридата VI Евпатора, бежал из Синопы в 70-х годах I в. до н. э. (назвав санигов — «санегам»).
Затем о них писал Страбон, указав на их проживание возле Себастополиса.
Затем Плиний Старший помещает их между апсилами и гениохами, назвав их «саники».
В 137 г. Флавий Арриан написал, что «рядом с абасгами — саниги, в земле которых лежит Себастополис».
В то время санигами правил «царь» Спадаг, утверждённый императором Адрианом.
Так как нет оснований предполагать смену населения вокруг Диоскуриады (в период I—III вв. н. э.), то санеги-саники-саниги — это одни и те же древние племена.
В грузинских источниках страну санигов позже стали именовать «Санигети».
По большинству источников саниги — племя, жившее в соседстве с абасгами, а восточная граница между ними — река Абаск (скорее всего Хашупсе, а может, Бзыбь).
Археологические артефакты указывают на наличие у санигов морской торговли с Римом и Боспором.
Поставки импорта шли в Санигию через перевалочный путь, шедший от побережья через Воронцовку, в обход вершины Ахуц на Красной Поляне и далее на Северный Кавказ.
Найденный на Красной Поляне глиняный кувшин, изготовленный в  мастерской IV—V вв., подтверждает связи санигов с соседями — апсилами.
Территория санигов — на северо-запад до река Ахеунт, современная Аше, за которой проживали зихи.
Известно, что византийцы в IV в. на территории Санигии построили ряд укреплений.
В раннесредневековую эпоху саниги , хотя и употребляли в быту своё наречие, однако в целом составляли уже этническую ветвь  феодальной народности.

## Этническая принадлежность
Вопрос этнической принадлежности древних «санигов» является спорным.
Сторонники грузинской (картвельской) принадлежности (С. Джанашиа, П. Иногороква, Г. Меликишвили, М. Инадзе и др.) опираются, к примеру, на сообщения Ипполита Римского и Евсевия Кесарийского, где указано, что «саниги» — те же саны (см.: Georgica, I, с. 20, 32). А саны, как известно, западногрузинское племя. Но саны жили за сотни километров от санигов, и были отделены от них множеством различных племен. Само позднее расположение санигов примерно совпадает с расположением абхазского субэтноса садзов.
Сторонники абхазо-абазинской принадлежности (З. Анчабадзе, Ю. Н. Воронов и др.) опираются, к примеру, на тот факт, что в средневековых источниках саниги помещаются на той же территории, на которой впоследствии выступает ближайшее родственное абхазам племя садзов.